# Killaz Group
Killaz Group – polska grupa muzyczna wykonująca hip-hop. Powstała w 1994 roku w Poznaniu pod nazwą Rapscalion X. Rok później zespół przyjął nazwę Killaz Group. W 2008 roku grupa została rozwiązana.
W swej twórczości zespół poruszał m.in. szereg zagadnień i problemów społecznych, w tym rozwarstwienie społeczne, alkoholizm i przemoc.

## Dyskografia
Albumy
| Rok                        | Album                                                                        | Pozycja na liście |
| Rok                        | Album                                                                        | POL               |
| -------------------------- | ---------------------------------------------------------------------------- | ----------------- |
| 1998                       | Prawdziwość dla gry - Data: 1998 - Wydawca: brak (nielegal)                  | –                 |
| 2002                       | Nokaut - Data: 25 marca 2002 - Wydawca: Blend Records                        | 12                |
| 2007                       | Operacja kocia karma - Data: 14 maja 2007 - Wydawca: 5 Element / Fonografika | 18                |
| „–” album nie był notowany |                                                                              |                   |

Single
| Rok  | Tytuł                                      | Album  |
| ---- | ------------------------------------------ | ------ |
| 2001 | „Zjednoczone Emiraty Poznańskie”'          | Nokaut |
| 2003 | „Jestem szejkiem” / „Grunwaldzka technika” | Nokaut |

Inne
| Rok  | Tytuł                                                                    | Album                          |
| ---- | ------------------------------------------------------------------------ | ------------------------------ |
| 1998 | „Hardkor”                                                                | Robię swoje (kompilacja)       |
| 2000 | „Kiedy wchodzi mój styl...” (Beat Squad, gościnnie: Killaz Group, Koni)  | Takie chwile                   |
| 2000 | „Blaoew”                                                                 | Klan CD#11 (kompilacja)        |
| 2001 | „Kiedy wchodzi mój styl” (oraz Beat Squad)                               | Klan CD#15 (kompilacja)        |
| 2001 | „Pod blokiem”                                                            | Blokersi (ścieżka dźwiękowa)   |
| 2001 | „Niebawem się dowiecie” (Beat Squad, gościnnie: Killaz Group, Sanchez)   | Nadal lubię... życie inaczej   |
| 2001 | „To o nich i to dla nich”                                                | Klan CD#17 (kompilacja)        |
| 2001 | „Zjednoczone Emiraty Poznańskie”                                         | Klan CD#20 (kompilacja)        |
| 2002 | „Jestem szejkiem (Accamix)” (DJ Orko, gościnnie: Killaz Group)           | Na adapterach (mixtape)        |
| 2003 | „Jestem szejkiem”                                                        | Polski Hiphop #02 (kompilacja) |
| 2004 | „09:1” (Projekt Własny Styl, gościnnie: Qlop, Killaz Group, Rafi)        | Triada                         |
| 2004 | „Intro” (Projekt Własny Styl, gościnnie: RR Brygada, Killaz Group, Qlop) | PDG Rapertuar                  |
| 2007 | „Z.G.R.” (4P/Onil, gościnnie: Killaz Group)                              | Zorganizowana grupa rapowa     |
| 2008 | „Dla moich ludzi” (DJ Decks, gościnnie: Killaz Group, Peja)              | Mixtape 4                      |
| 2008 | „Toruń Poznań” (PTP, gościnnie: Killaz Group, Peja, Paluch)              | Ulice tego słuchają            |
| 2010 | „Rap w tym mieście” (Shellerini, gościnnie: Killaz Group)                | Gościnnie... Shellerini        |

## Teledyski
| Rok  | Tytuł                         | Reżyseria / realizacja | Album                |
| ---- | ----------------------------- | ---------------------- | -------------------- |
| 2002 | „Pod blokiem/Jestem szejkiem” | Dariusz Szermanowicz   | Nokaut               |
| 2007 | „Karma”                       | GCM                    | Operacja kocia karma |
| 2007 | „Manewry”                     | Dariusz Szermanowicz   | Operacja kocia karma |
| 2007 | „Zorganizowana grupa rapowa”  | Michał Piotrowski      | Operacja kocia karma |